# ورزشگاه دنیزلی آتاتورک
ورزشگاه دنیزلی آتاتورک (به ترکی استانبولی: Denizli Atatürk Stadium) یک ورزشگاه فوتبال و زمین فوتبال در ترکیه است که در دنیزلی واقع شده‌است.